# Ceyenne Doroshow
Ceyenne Doroshow (Park Slope, Nueva York) es una autora, activista y fundadora y directora ejecutiva de G.L.I.T.S. (Gays and Lesbians living in a Transgender Society), una organización dedicada a crear viviendas y atención médica sostenibles para personas trans negras. Doroshow fue descrita en GQ como "una madrina del movimiento Black Trans Lives Matter".

## Biografía
El libro de Doroshow Cooking in Heels: A Memoir Cookbook, publicado en 2012, es una "memoria en recetas" que relata sus experiencias de vida antes de su activismo de base.
En junio de 2020, Doroshow coorganizó la histórica Marcha de la Liberación (Liberation March), una marcha silenciosa de Black Trans Lives Matter en Brooklyn, Nueva York, junto con la activista Raquel Willis, la artista y activista West Dakota, la familia de Iyanna Dior y varias organizaciones comunitarias negras y transgénero incluido el Instituto Marsha P. Johnson, The Okra Project y Black Trans Femmes in the Arts.
En 2021, Ceyenne fue seleccionada como Gran Mariscal del Orgullo de Nueva York. Ese mismo año, participó en Pride, miniserie documental sobre la historia LGBTIQ+ estadounidense.

### G.L.I.T.S.
G.L.I.T.S. (Gays and Lesbians living in a Transgender Society - Gays y Lesbianas que viven en una Sociedad Transgénero) fue fundada en 2015 por Doroshow. La misión de la organización es proporcionar alojamiento a largo plazo y atención médica para personas trans negras necesitadas. En una entrevista con la activista Kimberly Drew a través de la página de Instagram del MoMA P.S. 1, Doroshow explicó: "Crear viviendas se trata de salvar vidas. Se trata de llevarlas [las personas transgénero negras] al siguiente paso donde puedan estar en su propia cocina... y decir: 'Estoy en casa'". Según su sitio web, la fundación ha facilitado servicios para educar a los principales proveedores de servicios sociales y de atención médica sobre los derechos de las personas trans y de los trabajadores sexuales, así como para proporcionar alojamiento a personas trans encarceladas y personas que buscan asilo por su sexualidad o determinación de género.
En 2020, Doroshow y su equipo en GLITS sacaron bajo fianza a reclusos LGBTQ de las cárceles para alojarlos en alquileres seguros de Airbnb durante la pandemia de COVID-19. También consiguieron dinero para el alquiler y recaudaron suficiente dinero para comprar un edificio residencial de 12 unidades por valor de 2 millones de dólares que sería un lugar seguro y gratuito para que vivieran las personas trans negras. La Casa G.L.I.T.S. en Queens, Nueva York, se inauguró en noviembre.

## Filmografía
- Pride (2021)